# Sinfonía n.º 1 (Balákirev)

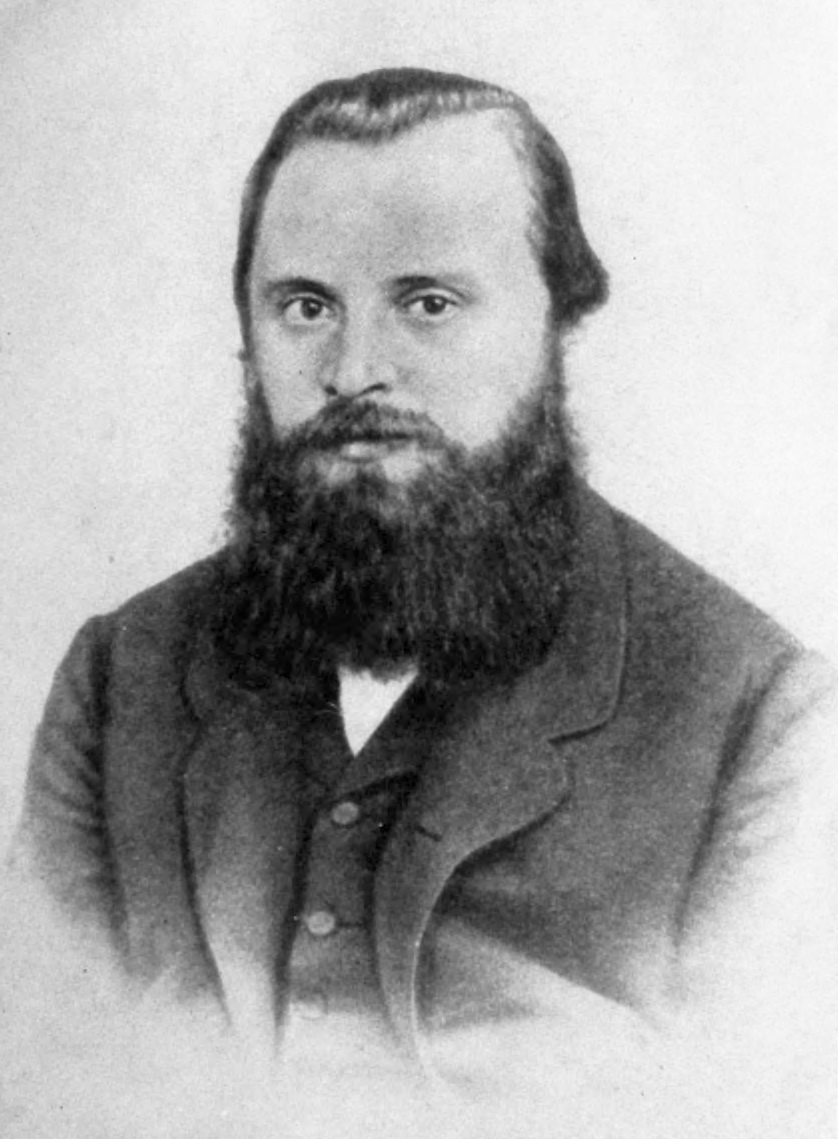
Balákirev hacia 1866.

La Sinfonía n.° 1 en do mayor fue compuesta por Mili Balákirev entre 1864 y 1897.

## Historia

### Composición
La composición de esta obra se desarrolló desde los primeros esbozos fechados en mayo de 1864 hasta 1866, fue abandonada y retomada casi tres décadas después para ser concluida en diciembre de 1897. En agosto de 1864 Balákirev escribió a César Cui con respecto a esta composición lo siguiente: "Espero, aunque no estoy del todo seguro, poder llevar el primer Allegro a San Petersburgo completo, que presenta un elemento ruso de naturaleza religiosa, que es nuevo...". Por su parte, Nikolái Rimski-Kórsakov cuenta en su autobiografía que cuando Balákirev abandonó la sinfonía en 1866, ya había escrito un tercio del primer movimiento y borradores para el Scherzo así como para el Finale. El resto de la obra había sido extemporizada para sus amigos, ya que el maestro ruso era también un talentoso pianista. No obstante, Balákirev dejó de lado la sinfonía y no la retomó hasta principios de la década de 1890 para finalizarla en diciembre de 1897. Así pues, fue iniciada antes de que Piotr Ilich Chaikovski escribiera ninguna de sus sinfonías y no fue terminada hasta después de la muerte del contemporáneo moscovita de Balákirev. Tras casi tres décadas de interrupción en el proceso de composición, la obra resultante no muestra signos de su prolongada concepción ni rupturas estilísticas. Constituye una de las más grandes sinfonías rusas del siglo XIX.

### Estreno y publicación
El estreno se celebró el 23 de abril de 1898 en un concierto en la Escuela Libre de Música de San Petersburgo dirigido por el propio compositor. Esta sería su última aparición como director de orquesta, acompañada de un gran éxito y honores. Poco antes de esta primera interpretación pública, el 27 de marzo (8 de abril) de 1898 el compositor invitó a Nikolái Rimski-Kórsakov, Aleksandr Glazunov, Anatoli Liádov, los Stasov y otros a una velada y, con Serguéi Liapunov al piano, interpretó la sinfonía recién terminada.
La primera edición de la obra fue llevada a cabo por el editor Julius Heinrich Zimmermann en 1900 en Leipzig, que publicó la partitura orquestal completa así como sus diferentes partes separadas. En 1899 publicó una reducción para piano a cuatro manos elaborada por Serguéi Liapunov. Las ediciones de Zimmermann de las partes y de la partitura orquestal completa son algo diferentes. Una forma de diferenciarlos es que la primera versión tiene cifras de ensayo que van hasta 15, 10, 7, 16, pero en la segunda versión van a 26, 14, 14, 26. Los cambios textuales más obvios ocurren en el tercer movimiento.

## Instrumentación
La partitura está escrita para una orquesta formada por:
- Viento madera: 3 flautas (la tercera doblando al flautín), 1 oboe, 1 corno inglés, 3 clarinetes en si bemol y la, 2 fagotes.
- Viento metal: 4 trompas, 2 trompetas, 3 trombones, 1 tuba.
- Percusión: timbales, bombo, caja, platillos, pandereta, triángulo.
- Cuerda: 2 arpas[7] y una sección de cuerdas con violines, violas, violonchelos y contrabajos.

## Estructura y análisis
La sinfonía consta de cuatro movimientos:
- I. Largo 4
4 – Allegro vivo, en do mayor 2
4
- II. Scherzo. Vivo – Poco meno mosso – Tempo I, en la menor 3
4
- III. Andante, en re bemol mayor 12
8
- IV. Finale. Allegro moderato, en 2
4

La interpretación de esta obra dura aproximadamente 40 minutos. Esta sinfonía adopta una forma de mosaico en lugar de utilizar el desarrollo sinfónico estándar. Desde sus inicios rechazó la utilización de formas musicales de Europa Occidental, por considerarlas poco rusas. La primera de sus dos sinfonías apareció en 1888, tras 20 años en los que un grupo de compatriotas de Balakirev ("Los Cinco") establecieron una escuela de composición clásica exclusivamente rusa. Es tan "rusa" como las sinfonías de Aleksandr Borodín y compuesta con tanta destreza como las de Chaikovski. La pieza engloba la pasión de Balákirev por la cultura rusa pero al mismo tiempo demuestra hasta qué punto el maestro ruso había asimilado los estilos y métodos de trabajo de los grandes compositores de Europa Occidental.

### I.Largo – Allegro vivo
El primer movimiento, Largo – Allegro vivo, está escrito en la tonalidad en do mayor y en compás de 4/4 que luego pasa a 2/4. Es una versión muy impactante de un primer movimiento sinfónico clásico. Aunque parece seguir la forma sonata, el desarrollo continuo del chispeante material es un rasgo del estilo de Balákirev, y los patrones de mosaico estallan en todas direcciones sin adherirse a rigideces formales estrictas. Se abre con una introducción lenta, marcada Largo, que contiene las semillas de todo el movimiento en dos melodías, que darán lugar tanto al primer como al segundo tema del Allegro. Estas melodías se citan a lo largo del primer movimiento propiamente dicho, marcado Allegro vivo. Una de ellas, que según algunos está basada en los cantos litúrgicos tradicionales de la iglesia ortodoxa rusa, se repite de diversas formas en otras partes de la obra. Culmina en una apoteosis final mediante una aumentación de todas las partes, acompañadas por disminuciones de sí mismas al estilo de un fresco. El compositor al que más se acerca en el método de trabajo es Robert Schumann, que era especialmente admirado por el círculo de Balákirev. Se basa en motivos que se presentan al principio y que, como en el caso de Schumann, se acerca peligrosamente a parecer obsesionado por ellos.

### II.Scherzo. Vivo – Poco meno mosso – Tempo I
El segundo movimiento, Scherzo. Vivo – Poco meno mosso – Tempo I, está en la menor y en compás de 3/4. Se trata de un Scherzo formado por dos secciones contrastantes. El sustancial Scherzo originalmente previsto para esta sinfonía se incluyó más tarde en su Sinfonía n.º 2. Debido a la longitud de los otros movimientos el Scherzo aquí es mucho más conciso, adecuándose a la perfección a su lugar en el esquema. Una atmósfera de misterio rodea el primer tema. El segundo tema, anunciado por el corno inglés y es muy utilizado a lo largo de la sinfonía, gira y gira sobre sí mismo de forma sinuosa. Una sección central en trío, ligeramente más lenta, está teñida de dulzura amarga. Combina la ligereza de la música de hadas de Felix Mendelssohn con el vigor de la danza rusa, que es el tipo de mezcla por la que Chaikovsky ya era famoso entonces.

### III.Andante
El tercer movimiento, Andante, está en re bemol mayor y en compás de 12/8. El movimiento lento es un magnífico nocturno poético, escrito en esta rica tonalidad tan apreciada por el compositor. Es una canción para orquesta suntuosa y romántica, con una melodía de sabor oriental del tipo de las que les solían gustar a Los Cinco. Se desarrolla gradualmente, revelando siempre nuevas facetas de los dos temas principales en la forma sonata-rondo, que resulta por completo inusual para un movimiento lento. Se rompe en arpegios de arpa que conducen directamente al Finale.

### IV.Finale. Allegro moderato
El cuarto y último movimiento, Finale. Allegro moderato, está en compás de 2/4. Es un soberbio estudio sinfónico del ritmo basado en tres canciones populares rusas:
- La primera, "Sharlatarla de Partarla", fue regalada a Balákirev por Nikolái Rimski-Kórsakov, cuyo tío Pyotr Petrovich se la había cantado de niño.
- La segunda se la había escuchado el compositor cantar a un mendigo ciego que se acompañaba de una vieja arpa desafinada y que después pasaba a recoger la voluntad con su sombrero, mientras viajaba en tercera clase en el ferrocarril finlandés. Comienza con una nota reiterada en el clarinete. Esta viril melodía apenas tiene melodía, pero es un vehículo ideal para la vitalidad desbordante del compositor.
- La tercera canción popular posee una fuerza rítmica inusual. El acento principal está en el cuarto pulso y el resto de la melodía parece alejarse de él, siendo el acento en la penúltima nota de la frase el único acento discernible.

Este es el único movimiento que cita melodías folclóricas reales. Consiste en una repetición tras otra de sus temas en diferentes versiones, como si el compositor intentara comprobar hasta qué punto podría ser original cada nueva variación. La orquestación es típicamente brillante a la manera rusa y la obra en su conjunto es sumamente amena. Su mordacidad rítmica inicial se ve reforzada por la asignación de la melodía a los violonchelos en su registro más agudo, sólo uno de los golpes maestros de orquestación empleados por el compositor. Las canciones populares son lo suficientemente diferentes como para ser fácilmente distinguibles; se contrastan y combinan en un caleidoscopio de sonidos, poniendo fin a una sinfonía llena de toques sutiles y profunda inventiva.

## Discografía selecta
- 1949 – Herbert von Karajan, Orquesta Philharmonia (Columbia).
- 1955 – Thomas Beecham, Royal Philharmonic Orchestra (EMI). Fue la primera grabación estéreo en el Reino Unido.
- 1971 – Yevgueni Svetlánov, Orquesta Sinfónica Estatal de la URSS (Regis).
- 1984 – Neeme Jarvi, Orquesta Sinfónica de la Ciudad de Birmingham (EMI Classics) grabación digital.
- 1994 – Igor Golovschin, Orquesta Sinfónica Estatal Rusa (Naxos).
- 1998 – Vasili Sinaiski, Orquesta Filarmónica de la BBC (Chandos).